# IS-7

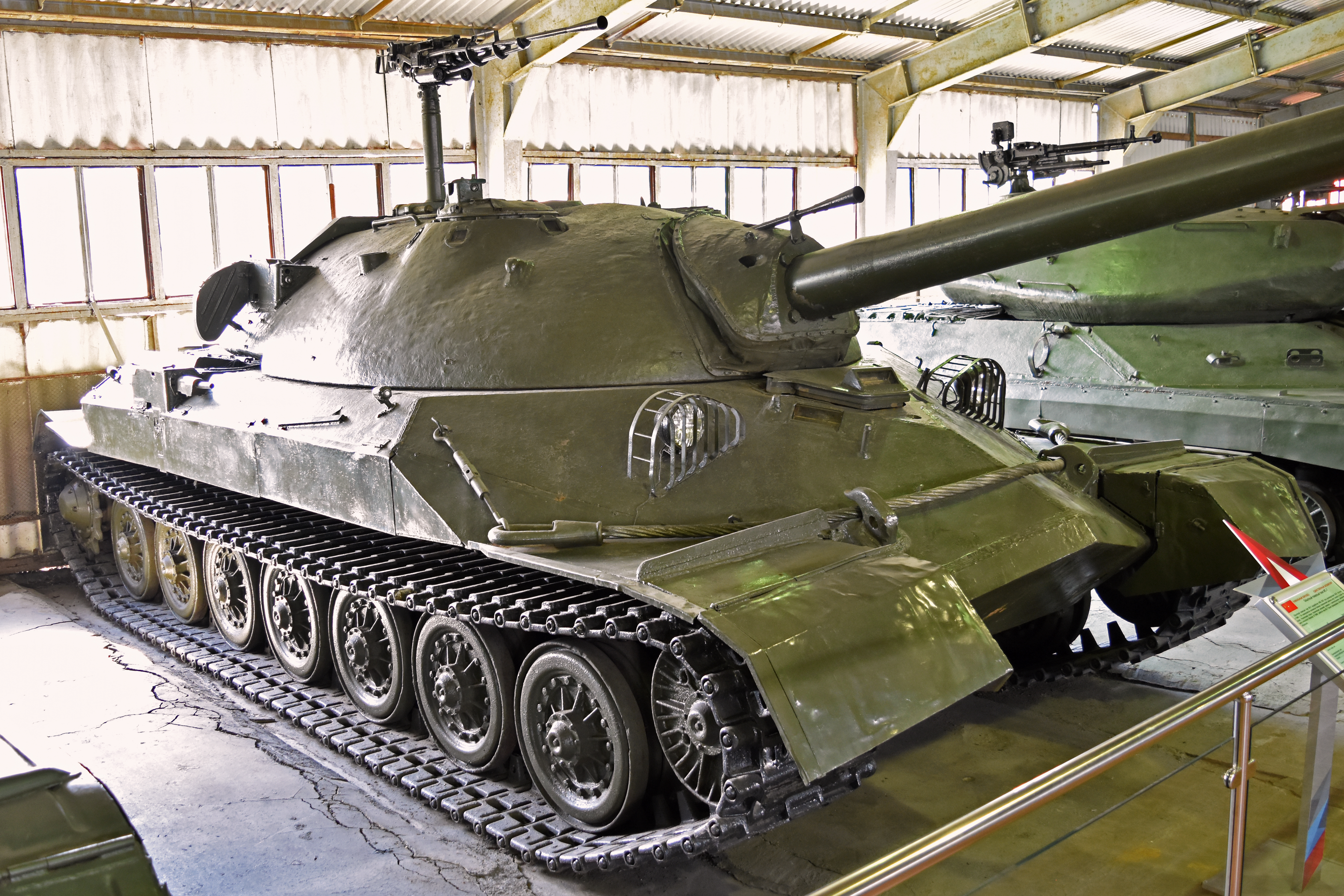
IS-7 in het Park Patriot museum, Koebinka

De IS-7 is een Russisch tankprototype uit 1945.
De tank is uitgerust met een 130 mm-scheepskanon, een infrarood nachtkijker en acht machinegeweren. Het voertuig weegt 68 ton.